# Себастьєн Свірк
Себастьєн Свірк (англ. Sebastien Swierk; нар. 15 січня 1979) — колишній австралійський тенісист.
Найвищу одиночну позицію світового рейтингу — 376 місце досяг 27 липня 2000, парну — 263 місце — 10 липня 2000 року.

## Титули ITF Ф'ючерс

### Одиночний розряд: (2)
| Ранг | Дата     | Турнір                | Покриття | Суперник        | Рахунок  |
| ---- | -------- | --------------------- | -------- | --------------- | -------- |
| 1.   | Лис 1999 | Австралія F4, Barmera | Трава    | Деян Петрович   | 6–3, 6–3 |
| 2.   | Лип 2000 | Туреччина F2, Стамбул | Тверде   | Седрік Кауфманн | 6–2, 6–3 |

### Парний розряд: (3)
| Ранг | Дата     | Турнір                | Покриття | Партнер      | Суперники                              | Рахунок       |
| ---- | -------- | --------------------- | -------- | ------------ | -------------------------------------- | ------------- |
| 1.   | Лис 1999 | Австралія F3, Беррі   | Трава    | Кріс Рей     | Пол Кілдеррі Грант Сілкок              | 6–3, 6–7, 7–6 |
| 2.   | Лип 2000 | Туреччина F1, Стамбул | Тверде   | Джош Такфілд | Анхель-Хосе Мартін-Арройо Ефе Устюндаг | 7–6(7–5), 6–3 |
| 3.   | Лип 2000 | Туреччина F3, Стамбул | Тверде   | Джош Такфілд | Седрік Кауфманн Ефе Устюндаг           | 6–3, 7–5      |